# Rekordowe wygrane w loteriach
Rekordowe wygrane w loteriach zawsze przyciągały uwagę graczy i analityków. Największą loterią, która oferuje rekordowo wysokie pule na wygrane, jest hiszpańska loteria świąteczna Sorteo Extraordinario de Navidad. W 2012 roku pula na wygraną pierwszego stopnia wyniosła 720 milionów € (około 2,9 miliardów złotych), zaś łącznie pula na wszystkie wygrane wyniosła 2,5 miliarda € (około 10,2 miliarda złotych) (na podstawie przelicznika z 22 grudnia 2012 – 1 euro = 4,08 złotego)
Każdy los hiszpańskiej loterii świątecznej ma pięciocyfrowy numer, natomiast każdy z numerów jest drukowany w kilku tak zwanych seriach losów. Na przykład los o numerze „00001” został wydrukowany 180 razy w kilku różnych seriach losów. Dzięki temu każda wygrana jest rozdzielana pomiędzy wielu graczy. W 2012 roku 180 graczy kupiło losy o numerze „58268”, dzięki czemu każdy z nich otrzymał po 4 miliony euro z 720-milionowej puli.

## Stany Zjednoczone
W Stanach Zjednoczonych wszystkie wygrane na loterii powyżej 600 $ podlegają podatkom stanowym i są automatycznie zgłaszane do urzędu podatkowego Internal Revenue Service (IRS). Ponadto, wiele mniejszych jurysdykcji także nakłada dodatkowy podatek. IRS wymaga potrącenia co najmniej 25% wygranej (minus zakład) z każdej wygranej przekraczającej 5000 $. Wygrane w postaci jednorazowej wypłaty, wymienione poniżej, podane są przed odliczeniem podatku. Wygrane na loterii traktowane są jako przychód gracza, i muszą zostać zgłoszone w rocznym rozliczeniu podatkowym.
| Miejsce | Kwota [mln $] | Loteria       | Data                 | Liczba zwycięzców | Stan                                  | Więcej informacji |
| ------- | ------------- | ------------- | -------------------- | ----------------- | ------------------------------------- | --- |
| 1       | 1586,4        | Powerball     | 13 stycznia 2016     | 3                 | California, Florida, Tennessee        | Najwyższa kumulacja w historii. Wypłacona w postaci jednorazowych kwot o łącznej wysokości 983,5 mln USD.                     |
| 2       | 758,7         | Powerball     | 23 sierpnia 2017     | 1                 | Massachusetts                         | Wypłacona w postaci jednorazowej kwoty o wysokości 480,5 mln USD. Kumulacja rosła przez 10 tygodni, od 14.06.2017             |
| 3       | 656           | Mega Millions | 30 marca 2012        | 3                 | Kansas, Illinois, Maryland            | Wygrana wypłacona w postaci jednorazowej kwoty o wysokości 474 mln USD.                                                       |
| 4       | 648           | Mega Millions | 17 grudnia 2013      | 2                 | Kalifornia, Georgia                   | Jednorazowa wypłata 347,6 mln USD.                                                                                            |
| 5       | 590,5         | Powerball     | 18 maja 2013         | 1                 | Floryda                               | Wygraną trafiła Gloria MacKenzie (jednorazowa wypłata wyniosła 370,9 mln USD).                                                |
| 6       | 587,5         | Powerball     | 28 listopada 2012    | 2                 | Arizona, Missouri                     | Jednorazowa wypłata 384,7 mln USD.                                                                                            |
| 7       | 564,1         | Powerball     | 11 lutego 2015       | 3                 | Karolina Północna, Portoryko, Teksas  | Najwyższa kumulacja od 2013 roku. Wygraną trafiła Marie Holmes oraz dwóch graczy, którzy pozostali anonimowi.                 |
| 8       | 559,7         | Powerball     | 6 stycznia 2018      | 1                 | New Hampshire                         | Sklep w którym kupiono szczęśliwy los otrzymał nagrodę 75,000 USD.                                                            |
| 9       | 536           | Mega Millions | 8 lipca 2016         | 1                 | Indiana                               | Jednorazowa wypłata przed opodatkowaniem wyniosła 378 mlnUSD. Po opodatkowaniu wypłacono 271 mln USD.                         |
| 10      | 487,0         | Powerball     | 30 lipca 2016        | 1                 | New Hampshire                         | Jednorazowa wypłata 341,7 mln USD.                                                                                            |
| 11      | 451           | Mega Millions | 5 stycznia 2018      | 1                 | Floryda                               | Jednorazowa wypłata 281,874,999 USD. Sklep (7-Eleven) w którym kupiono szczęśliwy los otrzymał bonus w wysokości 100,000 USD. |
| 12      | 448           | Powerball     | 7 sierpnia 2013      | 3                 | Minnesota, New Jersey (2)             | Jednorazowa wypłata 258 mln USD.                                                                                              |
| 13      | 447,8         | Powerball     | 10 czerwca 2017      | 1                 | Kalifornia                            | Jednorazowa wypłata 279,2 mln USD.                                                                                            |
| 14      | 435,3         | Powerball     | 22 lutego 2017       | 1                 | Indiana                               | Jednorazowa wypłata 263,5 mln USD.                                                                                            |
| 15      | 429,6         | Powerball     | 7 maja 2016          | 1                 | New Jersey                            | Jednorazowa wypłata 284,1 mln USD.                                                                                            |
| 16      | 425,3         | Powerball     | 19 lutego 2014       | 1                 | Kalifornia                            | Jednorazowa wypłata 242,2 mln USD.                                                                                            |
| 17      | 420,9         | Powerball     | 26 listopada 2016    | 1                 | Tennessee                             | Jednorazowa wypłata 254,7 mln USD.                                                                                            |
| 18      | 414           | Mega Millions | 18 marca 2014        | 2                 | Floryda, Maryland                     | Jednorazowa wypłata 230,9 mln USD.                                                                                            |
| 19      | 399,4         | Powerball     | 18 września 2013     | 1                 | Karolina Południowa                   | Zwycięzca pozostał anonimowy – nie wiadomo w jakiej postaci odebrał wygraną.                                                  |
| 20      | 393           | Mega Millions | 11 sierpnia 2017     | 1                 | Illinois                              | Jednorazowa wypłata 246 mln USD.                                                                                              |
| 21      | 390           | Mega Millions | 6 marca 2007         | 2                 | Georgia, New Jersey                   | Jednorazowa wypłata 233,1 mln USD.                                                                                            |
| 22      | 380           | Mega Millions | 4 Stycznia 2011      | 2                 | Idaho, Waszyngton                     | Jednorazowa wypłata 240 mln USD.                                                                                              |
| 23      | 365           | Powerball     | 18 lutego 2006       | 1                 | Nebraska                              | Jednorazowa wypłata 177 mln USD.                                                                                              |
| 24      | 363           | The Big Game  | 9 maja 2000          | 2                 | Illinois, Michigan                    | Loteria The Big Game zmieniała nazwę na Mega Millions w maju 2002 roku.                                                       |
| 25      | 340           | Powerball     | 19 października 2005 | 1                 | Oregon                                | Jednorazowa wypłata 164 mln USD. Trafiły ją dwie rodziny, które podzieliły pieniądze między siebie.                           |
| 26      | 338           | Powerball     | 23 marca 2013        | 1                 | New Jersey                            | Jednorazowa wypłata 152 mln USD.                                                                                              |
| 27      | 337           | Powerball     | 15 sierpnia 2012     | 1                 | Michigan                              | Wybrano jednorazową wypłatę 223,7 mln USD.                                                                                    |
| 28      | 336           | Powerball     | 11 lutego 2012       | 1                 | Rhode Island                          | Jednorazowa wypłata 210 mln USD.                                                                                              |
| 29      | 333           | Mega Millions | 28 sierpnia 2009     | 2                 | Kalifornia, Nowy Jork                 | |
| 30      | 331           | The Big Game  | 16 kwietnia 2002     | 3                 | Georgia, Illinois, New Jersey         | |
| 31      | 330           | Mega Millions | 31 sierpnia 2007     | 4                 | New Jersey, Maryland, Texas, Wirginia | |
| 32      | 326           | Mega Millions | 4 listopada 2014     | 1                 | Nowy Jork                             | |
| 33      | 319           | Mega Millions | 25 marca 2011        | 1                 | Nowy Jork                             | |
| 34      | 315           | Mega Millions | 15 listopada 2005    | 1                 | Kalifornia                            | Jednorazowa wpłata 175 mln USD. Zwyciężyła grupa graczy pod nazwą „Szczęśliwa siódemka”.                                      |
| 35      | 314,9         | Powerball     | 25 grudnia 2002      | 1                 | Wirginia Zachodnia                    | Jednorazowa wypłata 170,5 mln USD. Zwyciężył Jack Whittaker.                                                                  |
| 36      | 314,3         | Powerball     | 25 sierpnia 2007     | 1                 | Indiana                               | Jednorazowa wypłata 146,9 mln USD.                                                                                            |
| 37      | 310,5         | Powerball     | 30 września 2015     | 1                 | Michigan                              | Wybrano jednorazową wypłatę 197,4 mln USD.                                                                                    |

1. ↑  Kwota głównej wygranej w przypadku wypłaty w systemie ratalnym.

## Europa
W Europie opodatkowanie wygranych różni się między krajami, zaś większość z nich jest wypłacana w postaci jednorazowej wypłaty. Niektóre państwa, np. Wielka Brytania, nie nakładają podatku od wygranej, jednak wymagają od organizatorów loterii, by część dochodów, przekazywano na cele dobroczynne. W Polsce organizator loterii zobowiązany jest zapłacić 10% podatek od wygranej powyżej 2280 zł. Zwycięzca, który trafił wyższą wygraną, otrzymuje więc kwotę zmniejszoną o należny podatek.
Przykłady największych wygranych europejskich loterii
- 204,1 mln € (858,39 mln zł) najwyższa pojedyncza główna wygrana EuroMillions padła w losowaniu z dnia 12 lipca 2011 roku, w Wielkiej Brytanii[11].
- 190 mln € (803,1 mln zł) to najwyższa pojedyncza główna wygrana EuroMillions wypłacona w euro. Losowanie odbyło się 10 sierpnia 2012 roku, zaś zwycięzcy zagrali w Wielkiej Brytanii[12].
- 190 mln € (803,1 mln zł) to najwyższa pojedyncza główna wygrana EuroMillions. Losowanie odbyło się 24 października 2014 roku, zaś zwycięzca zagrał w Castelo Branco w Portugalii[13].
- 147,8 mln € (624,7 mln zł) największa pojedyncza wygrana we włoskiej loterii SuperEnalotto padła 22 sierpnia 2009 roku w Bagnone w Toskanii[14].
- 61,2 mln € (258,7 mln zł) jest to najwyższa pojedyncza wygrana EuroJackpot. Losowanie odbyło się 12 września, zaś zwycięzca zagrał w Finlandii[15].
- 53 mln € (222,9 mln zł) największa główna wygrana w brytyjskim Lotto. Zwycięskie numery z dnia 6 stycznia 1996 roku trafiły 3 osoby.
- 45,4 mln € (191,9 mln zł) największa główna wygrana w niemieckim Lotto 6 aus 49. Trafiły ją 3 osoby. Zwycięskie losowanie odbyło się w grudniu 2007 roku.
- 37,7 mln € (159,4 mln zł) największa pojedyncza wygrana w niemieckim Lotto 6 aus 49 padła w losowaniu z 7 października 2006 roku.
- 38,4 mln € (162,3 mln zł) największa główna wygrana, która padła w holenderskiej loterii Staatsloterij. Zwycięskie losowanie odbyło się w maju 2013 roku.
- 30 mln € (126,8 mln zł) największa główna wygrana francuskiej loterii SuperLotto. W losowaniu, które odbyło się w maju 2006 roku, zwycięskie numery trafiły dwie osoby.
- 27,8 mln € (119,9 mln zł) to największa pojedyncza wygrana brytyjskiego Lotto. Losowanie odbyło się w czerwcu 1995 roku. Zwycięzcami zostali Paul Maddison i Mark Gardiner z miasta Hastings w hrabstwie East Sussex.
- 25,9 mln € (109,4 mln zł) to największa pojedyncza wygrana w szwedzkiej loterii Lotto Drömvinsten organizowanej przez Svenska Spel.
- 24 mln € (101,4 mln zł) największa pojedyncza wygrana francuskiej loterii SuperLotto padła 6 czerwca 2011 roku.
- 23,4 mln € (98,85 mln zł) to największa pojedyncza wygrana, która padła w Szwedzkim Lotto organizowanym przez Svenska Spel. Losowanie odbyło się 27 marca 2010 roku[16].
- 19 mln € (80,3 mln zł) to najwyższa pojedyncza wygrana w Irlandzkim Lotto. Losowanie odbyło się 28 czerwca 2008 roku, zaś zwycięski kupon kupiła grupa 16 pracowników kamieniołomu I betoniarni z hrabstwa Carlow[17].
- 12,2 mln € (51,6 mln zł) to najwyższa główna wygrana fińskiego lotto organizowanego przez Veikkaus. Zwycięskie losowanie odbyło się w październiku 2012 roku.
- 13 mln € (54,9 mln zł) największa główna wygrana belgijskiej loterii narodowej padła w grudniu 2013 roku. Losowanie to wyłoniło pojedynczy zwycięski kupon.